# Tate George
Tate Claude George (Newark, 29 maggio 1968) è un ex cestista statunitense, professionista nella NBA.

## Carriera
Dopo aver giocato a livello liceale per la Union Catholic Regional di Scotch Plains, New Jersey, è passato alla University of Connecticut, è stato scelto nel draft NBA 1990 al primo giro con il numero 22 dai New Jersey Nets.

## Statistiche

### College
| Anno      | Squadra       | PG  | PT  | MP   | TC%  | 3P%  | TL%  | RP  | AP  | PRP | SP  | PP   |
| --------- | ------------- | --- | --- | ---- | ---- | ---- | ---- | --- | --- | --- | --- | ---- |
| 1986-1987 | UConn Huskies | 26  | 25  | 37,0 | 36,8 | 34,2 | 77,5 | 3,6 | 6,0 | 1,3 | 0,3 | 10,0 |
| 1987-1988 | UConn Huskies | 34  | 31  | 32,7 | 50,0 | 39,1 | 83,1 | 2,9 | 5,6 | 1,3 | 0,1 | 9,9  |
| 1988-1989 | UConn Huskies | 31  | 23  | 27,8 | 43,3 | 20,0 | 75,8 | 3,4 | 4,9 | 1,5 | 0,2 | 7,3  |
| 1989-1990 | UConn Huskies | 37  | 37  | 29,5 | 47,9 | 30,2 | 72,7 | 3,5 | 4,8 | 2,0 | 0,3 | 11,5 |
| Carriera  | Carriera      | 128 | 116 | 31,5 | 44,8 | 32,2 | 77,3 | 3,3 | 5,3 | 1,6 | 0,2 | 9,7  |

### NBA

#### Regular season
| Anno      | Squadra         | PG  | PT | MP   | TC%  | 3P%  | TL%  | RP  | AP  | PRP | SP  | PP  |
| --------- | --------------- | --- | -- | ---- | ---- | ---- | ---- | --- | --- | --- | --- | --- |
| 1990-1991 | N.J. Nets       | 56  | 11 | 10,6 | 41,5 | 0,0  | 80,0 | 0,8 | 1,9 | 0,4 | 0,1 | 3,4 |
| 1991-1992 | N.J. Nets       | 70  | 2  | 14,8 | 42,7 | 16,7 | 82,1 | 1,5 | 2,3 | 0,6 | 0,0 | 6,0 |
| 1992-1993 | N.J. Nets       | 48  | 1  | 7,9  | 37,8 | 0,0  | 83,3 | 0,6 | 1,2 | 0,2 | 0,1 | 2,5 |
| 1994-1995 | Milwaukee Bucks | 3   | 0  | 2,7  | 33,3 | 0,0  | 100  | 0,3 | 0,0 | 0,0 | 0,0 | 1,3 |
| Carriera  | Carriera        | 177 | 14 | 11,4 | 41,4 | 7,1  | 82,0 | 1,0 | 1,8 | 0,4 | 0,1 | 4,2 |

#### Play-off
| Anno     | Squadra   | PG | PT | MP   | TC%  | 3P% | TL%  | RP  | AP  | PRP | SP  | PP  |
| -------- | --------- | -- | -- | ---- | ---- | --- | ---- | --- | --- | --- | --- | --- |
| 1992     | N.J. Nets | 4  | 0  | 11,0 | 30,4 | -   | 33,3 | 0,0 | 2,0 | 0,8 | 0,3 | 3,8 |
| 1993     | N.J. Nets | 2  | 0  | 11,0 | 28,6 | -   | -    | 1,5 | 3,0 | 0,5 | 0,0 | 2,0 |
| Carriera | Carriera  | 6  | 0  | 11,0 | 30,0 | -   | 33,3 | 0,5 | 2,3 | 0,7 | 0,2 | 3,2 |

## Palmarès
- Campione NIT (1988)
- Campione CBA (1994)